# Alyxia tropica
Alyxia tropica är en oleanderväxtart som först beskrevs av Paul Irwin Forster, och fick sitt nu gällande namn av D.J.Middleton. Alyxia tropica ingår i släktet Alyxia och familjen oleanderväxter. Inga underarter finns listade i Catalogue of Life.